# Trần Hữu Trang
Trần Hữu Trang hay Tư Trang (22 tháng 2 năm 1906 - 1 tháng 10 năm 1966) là soạn giả lớn của nghệ thuật cải lương. Ông đã ghi dấu ấn trên sân khấu cải lương với những sáng tác nổi tiếng như Tô Ánh Nguyệt, Lan và Điệp, Đời cô Lựu...
Trần Hữu Trang đã được truy tặng Giải thưởng Hồ Chí Minh về văn học nghệ thuật đợt 1 (1996).

## Tiểu sử
Ông sinh năm 1906 tại xã Phú Kiết, huyện Chợ Gạo, tỉnh Mỹ Tho (nay thuộc tỉnh Tiền Giang) trong một gia đình nông dân. Ngay từ nhỏ ông đã say mê đàn hát. Lúc đầu ông đi theo các gánh hát làm thư ký chép vở, sau đó được Mười Giảng (tức Đặng Công Danh) hướng dẫn dạy dỗ. Ông cho ra mắt kịch bản đầu tay Lửa đỏ lòng son vào năm 1928.
Thập niên 1930, ông nổi tiếng với hàng loạt sáng tác như Tô Ánh Nguyệt (1934), Lan và Điệp (1936), nhất là Đời cô Lựu (1937). Ông cộng tác với các gánh hát Trần Đắc, Năm Phỉ, Phụng Hảo, Năm Châu. Những sáng tác sau đó Tìm hạnh phúc, Mộng hoa vương, Chị chồng tôi, Tình lụy... hay Khi người điên biết yêu - cộng tác với Năm Châu, Lê Hoài Nở - tiếp tục gây tiếng vang lớn.
Sau Cách mạng tháng 8, ông hăng hái tham gia kháng chiến, làm Chủ tịch ủy ban kháng chiến xã Phú Kiết. Năm 1947, ông trở lại hoạt động tại Sài Gòn. Năm 1954, ông lại hoạt động trong phong trào hòa bình Sài Gòn - Chợ Lớn. Năm 1960, ông tham gia Ủy ban Trung ương Mặt trận Dân tộc Giải phóng Miền Nam Việt Nam và được bầu làm Chủ tịch Hội Văn nghệ Giải phóng. Ông mất vào ngày 1 tháng 10 năm 1966, tại suối Cây vùng Sa Mát trong một trận bom oanh tạc của Mỹ.
Trần Hữu Trang đã được Nhà nước truy tặng Huân chương Thành đồng và Giải thưởng Hồ Chí Minh về văn học nghệ thuật đợt 1 (1996). Tên ông còn được đặt tên cho một con đường, một ngôi trường ở Thành phố Hồ Chí Minh. Tên của ông cũng được đặt cho 1 con đường ở Rạch Giá - TP Kiên Giang và ở Thành phố Đà Nẵng có có 1 con đường mang tên ông. Tên của ông còn được đặt cho tên Nhà hát Cải lương Trần Hữu Trang và Giải thưởng Trần Hữu Trang - một giải thưởng lớn trong lĩnh vực cải lương.

## Sự nghiệp sáng tác
Ông khởi đầu bằng kịch bản Lửa đỏ lòng son năm 1928, tiếp theo đó là vở Tâm hồn nghệ sĩ. Những sáng tác này tuy còn nhiều non nớt nhưng đã có sự mới mẻ về hình thức lẫn nội dung, đặc biệt đưa cuộc sống đương thời vào trong sân khấu cải lương.
Thời kì thập niên 1930, tài năng nghệ thuật của ông đã đạt được nhiều thành tựu. Những vở như Đời cô Lựu, Tô Ánh Nguyệt hay Lan và Điệp không chỉ thành công ăn khách mà còn là những sáng tác xuất sắc của sân khấu cải lương trước Cách mạng. Những sáng tác của Trần Hữu Trang không thiên về tình yêu đôi lứa uớt át hay cảm hứng lãng mạn mà xoáy sâu trực diện vào hiện thực xã hội. Những sáng tác này đã phơi bày số phận những người dân bất hạnh hay đề cập đến những bi kịch của tình yêu và hôn nhân trong hoàn cảnh xã hội đương thời, do đó nó "thấm đượm giá trị tố cáo, vạch trần những tệ nạn và sự thối nát của xã hội thuộc địa, lên tiếng bênh vực những khát vọng giải phóng con người thoát khỏi mọi dây trói của lễ giáo, hủ tục, cũng như những bất công ngang trái". Với gần 30 kịch bản mang nội dung tư tưởng tiến bộ và giá trị nhân văn sâu sắc, Trần Hữu Trang là một trong những soạn giả lớn của nghệ thuật cải lương Nam Bộ.
Sau Cách mạng tháng 8, do hoàn cảnh công việc nên ông không sáng tác nhiều. Năm 1946, ông cho ra vở Hậu chiến trường và 20 năm sau, ông mới bắt tay viết kịch bản mới về người chiến sĩ cách mạng Nguyễn Văn Trỗi. Thế nhưng kịch bản đã không thể hoàn thành được.

## Tác phẩm chính
- Tô Ánh Nguyệt (1934)
- Lan và Điệp (1936)
- Đời cô Lựu (1937)
- Tìm hạnh phúc
- Mộng hoa vương
- Chị chồng tôi
- Tình lụy
- Khi người điên biết yêu (cùng với Năm Châu, Lê Hoài Nở)
- Hậu chiến trường (1946)